# Kocourekia
Kocourekia is een geslacht van vliesvleugeligen uit de familie Eulophidae. De wetenschappelijke naam van dit geslacht is voor het eerst geldig gepubliceerd in 1966 door Boucek.

## Soorten
Het geslacht Kocourekia omvat de volgende soorten:
- Kocourekia clavigera Boucek, 1977
- Kocourekia debilis (Ratzeburg, 1852)